# Galatina Challenger 1979
Il Galatina Challenger 1979 è stato un torneo di tennis facente parte della categoria ATP Challenger Series nell'ambito dell'ATP Challenger Series 1979. Il torneo si è giocato a Galatina in Italia dal 4 al 10 giugno 1979 su campi in terra rossa.

## Vincitori

### Singolare
Miguel Mir ha battuto in finale  Alejandro Pierola con il punteggio di 6–1, 7–6

### Doppio
Ernie Ewert /  Cliff Letcher hanno battuto in finale  Gustavo Guerrero /  Alejandro Pierola con il punteggio di 6–2, 6–2